# 拉卡萨涅
拉卡萨涅（法語：La Cassagne，法語發音：[la kasaɲ]）是法国多尔多涅省的一个市镇，属于萨拉拉卡内达区。

## 地理
拉卡萨涅（45°2'44"N, 1°19'5"E）面积14.85 平方千米，位于法国新阿基坦大区多爾多涅省，该省份为法国西南部内陆省份，是法國本土面积第三大的省，大致对应佩里戈尔地区，北起顺时针与夏朗德省、上维埃纳省、科雷兹省、洛特省、洛特-加龙省、吉倫特省和滨海夏朗德省接壤。
与拉卡萨涅接壤的市镇（或旧市镇、城区）包括：泰拉松-拉维勒迪约、雅亚克、阿尔希尼亚克、科利-圣阿芒、拉多尔纳克。

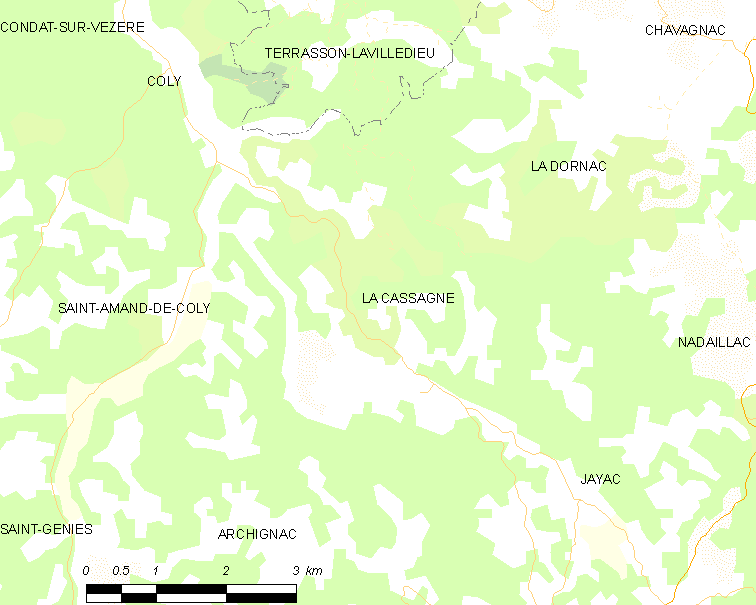
拉卡萨涅的OSM定位图

拉卡萨涅的时区为UTC+01:00、UTC+02:00（夏令时）。

## 行政
拉卡萨涅的邮政编码为24120，INSEE市镇编码为24085。

## 政治
拉卡萨涅所属的省级选区为泰拉松-拉维勒迪约县。

## 人口

1962-2008年间拉卡萨涅人口变化图示

拉卡萨涅于2022年1月1日时的人口数量为151人。